# Esercito assiro
L'esercito assiro fu la forza militare appartenente alla regione geografica dell'Assiria. L'Impero assiro ebbe origine intorno all'inizio del II millennio a.C., successore dell'Impero di Akkad sul finire del III millennio a.C.. 
L'Assiria però non divenne una grande potenza fino agli inizi del I millennio a.C., quando grazie alle conquiste di Assurnasirpal II poté affermare la propria egemonia sul Medio Oriente. Inoltre l'Impero assiro non venne considerato tale fino alle riforme effettuate da Tiglatpileser III, verso la metà dell'VIII secolo a.C.

## Organizzazione militare
La gerarchia dell'esercito assiro era quella tipica degli eserciti della Mesopotamia del tempo. Il re, il cui regno era sanzionato dagli dei, era il comandante in capo dell'esercito. Egli nominava gli alti ufficiali che in certe occasioni avrebbero comandato delle campagne militari al suo posto se la sua presenza sul campo di battaglia poteva o doveva essere risparmiata.

### Sargon di Akkad

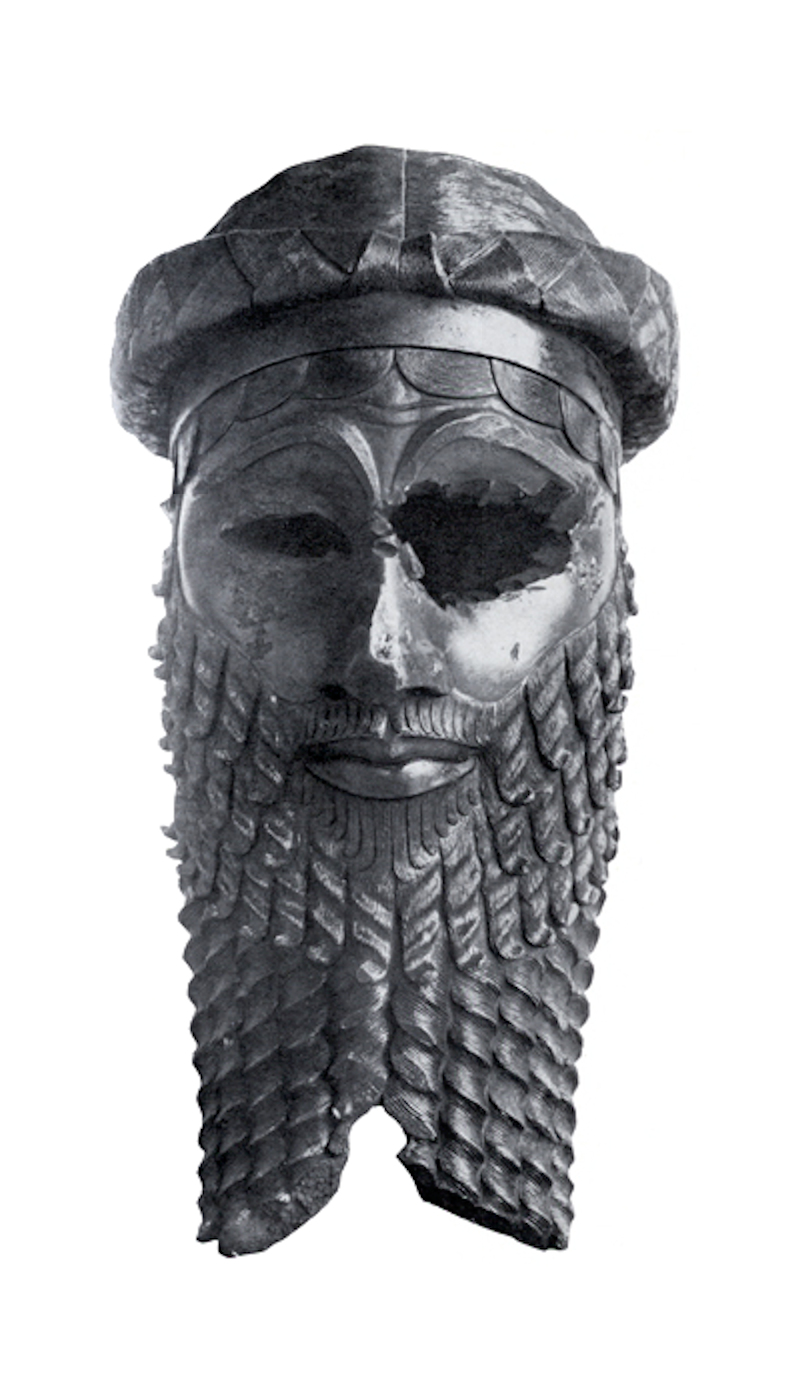
Elmo accreditato di rappresentare Sargon di Akkad, primo grande conquistatore della Mesopotamia e creatore del primo esercito permanente.

Sargon di Akkad è considerato il creatore del primo esercito permanente, cosa che richiedeva continui rifornimenti di cibo e armi. Egli è anche accreditato dell'introduzione dell'arco composito in Mesopotamia, con l'uso del quale sconfisse i suoi avversari sumeri. In seguito, il suo successore Shulgi introdusse delle unità specializzate; lanciatori di proiettili e fanteria, in gruppi operativi di più piccole dimensioni.

### Pre-riforma

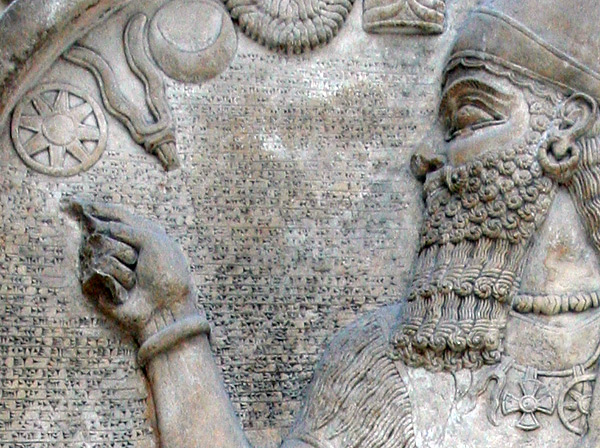
Il comandante supremo dell'esercito assiro pre-riforma, Ashurnasirpal II

Prima delle riforme di Tiglatpileser III, l'esercito assiro era molto simile agli altri eserciti mesopotamici del tempo. I soldati erano per lo più agricoltori, che dovevano tornare ai loro campi per il raccolto. I soldati professionisti erano limitati a un paio di guardie del corpo che proteggevano il Re e o altri nobili e funzionari, ma questi non venivano impiegati o sprecati in battaglia a meno che la situazione non fosse veramente grave, come avvenne dopo la riforma.
Gli eserciti assiri potevano essere anche molto possenti; Salmanassar III, una volta, approntò una forza di 120.000 uomini in una campagna contro la Siria. Forze di tali dimensioni avevano necessità di un numero di uomini tale da dover essere attinto dai popoli conquistati. Un grande esercito aveva bisogno anche di più cibo e forniture e per questo gli Assiri organizzavano l'esercito in funzione di quello di cui avevano bisogno per una campagna prima della partenza.

### Preparazione per una nuova campagna
I preparativi per una nuova campagna richiedevano, prima di tutto, la presenza di un gruppo di soldati in una determinata base designata. In Assiria, fra le basi principali vi erano Ninive, Kalhu o Khorsabad. In alcune occasioni i punti di concentramento designati cambiavano a seconda dello svolgersi della campagna. I governatori erano incaricati di accumulare scorte di grano, olio e materiale bellico. Altra incombenza dei governatori era la chiamata degli uomini necessari alla formazione dell'esercito per quella determinata operazione. Gli stati vassalli erano in particolare tenuti ad approntare le truppe, in tempo utile, come parte del loro tributo al re assiro. Il mancato adempimento sarebbe quasi certamente stato visto come un atto di ribellione.
L'arrivo del re e della sua guardia del corpo concludeva la fase preliminare e l'esercito sarebbe passato a marciare in buon ordine verso la destinazione della sua campagna; all'avanguardia c'erano gli stendardi degli Dei, a significare la servitù dei re assiri al loro principale dio Assur. Seguiva il Re, l'umile servitore di Assur, circondato dalla sua guardia del corpo, con il supporto delle principali divisioni di carri e cavalieri, l'élite dell'esercito. Nella parte posteriore vi era la fanteria; le truppe assire seguite dai popoli conquistati. Al seguito vi era il convoglio d'assedio, i carri di approvvigionamento e gli addetti al campo. Tale formazione sarebbe stata molto vulnerabile ad un attacco dalle retrovie. Alcune colonne di truppe potevano percorrere anche più di 50 chilometri al giorno e tale velocità veniva utilizzata per sorprendere e spaventare l'avversario inducendolo alla sottomissione.

### Riforma di Tiglatpileser III

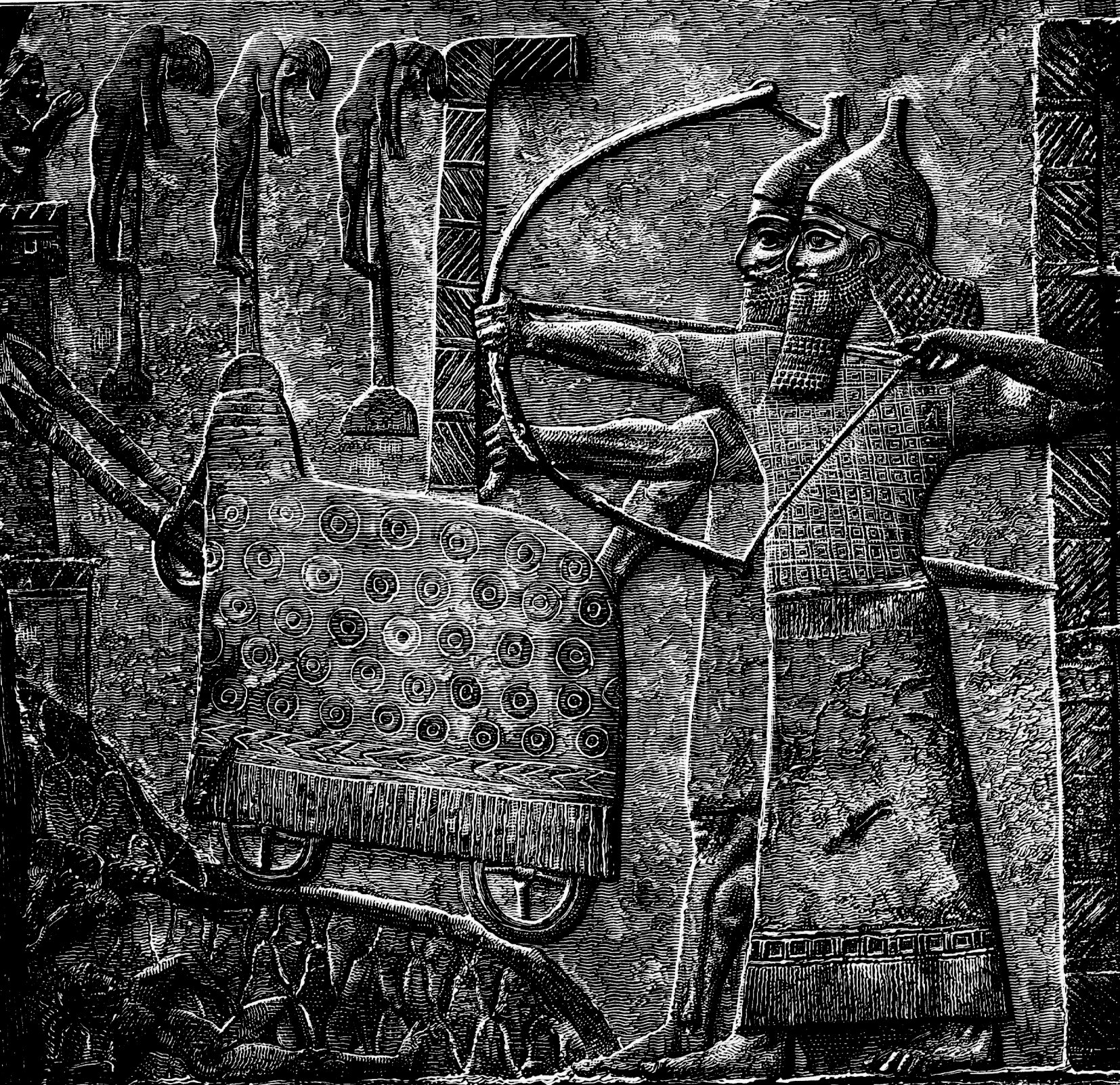
Immagine di truppe di Tiglatpileser III. Sullo sfondo si può notare una macchina per assedio.

Presto si evidenziò la debolezza dell'esercito assiro. Battaglia dopo battaglia venivano uccisi soldati importanti, mentre i soldati tornavano a casa, dopo un breve periodo di tempo, senza aver ottenuto conquiste decisive. Entro la metà dell'VIII secolo a.C., l'esercito assiro non poteva far fronte alle richieste di un impero che si estendeva spesso dal Mediterraneo al Golfo Persico.
Tutto cambiò quando salì al trono Tiglatpileser III nel 745 a.C. Dopo il miglioramento dell'efficienza dell'amministrazione assira, venne ristrutturata anche l'organizzazione dell'esercito. L'aspetto più importante della riforma fu l'introduzione di un esercito permanente. Esso comprendeva l'utilizzo di un grande numero di prigionieri uniti ai soldati assiri. Questi uomini potevano essere forniti dagli stati vassalli, come tributo o quando richiesti dal re assiro. Gli uomini vennero equipaggiati con uniformi e attrezzature assire per renderli indistinguibili gli uni dagli altri, forse per aumentare la loro integrazione. Mentre la fanteria, nell'esercito permanente, comprendeva un gran numero di stranieri (compresi Aramei e anche Greci), la cavalleria e gli equipaggi dei carri continuarono ad essere dominate da Assiri. Vi erano comunque delle eccezioni, e all'aumentare delle vittime ogni nuovo uomo era benvenuto; Sargon II sostenne di aver incorporato 60 Israeliti negli equipaggi dei suoi carri.

### Trasporti e comunicazioni
Con l'ascesa dell'Impero assiro, sorsero nuove esigenze di trasporti e comunicazioni. Governare un vasto impero del genere richiese l'attenzione del re assiro e dei suoi amministratori. Prima dell'Impero neo-assiro, le strade in Mesopotamia erano poco più che sentieri battuti utilizzati dalla gente del posto e che nel tempo potevano scomparire. Questa situazione era inadeguata per un impero i cui eserciti erano costantemente in movimento, reprimendo una rivolta dopo l'altra. Gli Assiri furono i primi a istituire un controllo e a mantenere un sistema di strade in tutto il loro impero. Venne creato un sistema di stazioni di posta dove i messaggeri potevano trovare ristoro e cambiare i cavalli. Successivamente, questo sistema fu utilizzato dai Persiani nel territorio del loro impero.
Vennero tagliate aspre montagne per diminuire i tempi di percorrenza e gli ingegneri costruirono strade lastricate in pietra che portavano alle grandi città di Assur e Ninive, in modo da impressionare gli stranieri con la ricchezza dell'Assiria. Con il II millennio a.C. vennero costruiti ponti di legno attraverso l'Eufrate mentre nel I millennio a.C., Ninive e Assur avevano ponti di pietra, a testimonianza della ricchezza del regno di Assur. La costruzione di strade e l'aumento dei trasporti fece sì che le merci viaggiassero attraverso l'impero con maggiore facilità, alimentando così ulteriormente lo sforzo bellico assiro. Naturalmente, le strade che velocizzavano i movimenti delle truppe assire non avrebbero fatto discriminazioni accelerando anche i movimenti delle truppe nemiche.

### Uso dei cammelli
Gli Assiri furono i primi ad utilizzare i cammelli come bestie da soma per le loro campagne militari. I cammelli erano preferiti agli asini perché in grado di trasportare cinque volte il carico di un asino e richiedevano un minore quantitativo d'acqua. I cammelli non vennero addomesticati fino a circa il 1000 a.C., all'epoca dell'impero neo-assiro.

### Carri a ruote
Tradizionalmente i Sumeri sono accreditati di aver inventato la ruota intorno al 3000 a.C., anche se ci sono sempre più prove a sostegno di una origine indoeuropea nella regione dell'attuale Ucraina (Wolchover, Scientific American, 2012). In ogni caso, gli Assiri furono i primi a produrre ruote di metallo, in rame, bronzo e ferro. Le ruote ricoperte di metallo avevano il vantaggio di durare più a lungo.

## Armi

### Carri
Il nucleo centrale dell'esercito assiro era costituito dai suoi carri. Originariamente erano trainati da due cavalli. Gli antichi Egizi e i Sumeri usavano carri da guerra come piattaforme mobili di lancio o piattaforme di comando; il punto di vista elevato dava al generale una certa capacità di vedere come le truppe si comportavano in battaglia. Gli Assiri utilizzavano i carri anche per la ricognizione, per trasportare messaggi al fronte. Comunque, l'aumento d'importanza della cavalleria, nel I millennio a.C. fece sì che dal VII secolo a.C., il carro fosse retrocesso a soli compiti di combattimento; i carri leggeri, trainati da due o tre cavalli, vennero poi trasformati, sotto il regno di Assurnasirpal II, in pesanti carri a quattro cavalli. Questi carri trasportavano più uomini (quattro in totale). Tali carri pesanti assunsero presto un altro ruolo; l'inserimento nelle formazioni nemiche con il compito di disperdere la fanteria. La cavalleria e la fanteria assire erano quindi in grado di sfruttare la lacuna e sbaragliare il nemico, conquistando il campo di battaglia.

### Cavalleria
La cavalleria era raramente utilizzata dagli Assiri o dagli altri eserciti mesopotamici fino al IX secolo a.C., quando il suo uso è menzionato durante il regno di Tukulti-Ninurta II. Prima di allora, solo nomadi o guerrieri delle steppe usavano la cavalleria, facendo irruzione sulle terre degli Assiri. Questi dovettero così contrastare questa forma mobile di guerra e combattere i loro avversari (in particolare i Persiani) sullo stesso loro campo. Forse la più grande influenza esterna fu quella iranica dei Medi. Ironia della sorte fu che i raid persiani convinsero gli Assiri della necessità della costituzione di un esercito dotato di cavalleria con cui distruggere il regno di Elam. Tuttavia, i tentativi assiri non mancarono di difficoltà; gli arcieri a cavallo non erano in grado di utilizzare i loro archi e contemporaneamente tenere le redini dei loro cavalli. Come risultato, la cavalleria sotto Assurbanipal era costituita da una coppia di cavalieri, con un conducente in possesso delle redini di entrambi i cavalli e l'altro che utilizzava l'arco.
Gli Assiri incontrarono meno problemi con la cavalleria quando gli uomini vennero dotati di lancia al posto dell'arco; sotto Tiglatpileser III, la cavalleria assira continuò a montare accoppiata ma questa volta ogni guerriero teneva la sua lancia e controllava il proprio cavallo. Dal VII secolo a.C., i guerrieri assiri erano ben armati con un arco e una lancia, blindati con l'armatura lamellare e le loro cavalcature dotate di bardatura rudimentale in tessuto ma che forniva una protezione utile in combattimento e contro le lance. La cavalleria formò il nucleo degli eserciti assiri successivi.
Grandi unità di cavalleria furono necessarie agli Assiri; alcune unità potevano consistere di centinaia o addirittura migliaia di cavalieri. Non c'è dubbio che senza un approvvigionamento continuo di cavalli, la macchina da guerra assira sarebbe crollata. L'Impero subì perdite terribili sotto le campagne di conquista di Assurbanipal e le ribellioni seguenti alla sua morte possono aver contribuito in modo significativo alla caduta dell'impero, dato che un minor numero di vassalli erano disponibili a pagare tributo di cavalli e altro materiale bellico necessario. I cavalli erano incredibilmente un'importante risorsa per la guerra e il re assiro stesso aveva un interesse personale che fosse garantito un adeguato approvvigionamento di cavalli. 
Le tre principali fonti di cavalli erano:
- Razzie progettate per rubare i cavalli agli avversari, anche agli sciti o altri popoli della steppa.
- Tributi pagati dagli Stati vassalli.
- Funzionari statali di alto rango dovevano sorvegliare la produzione di cavalli e riferire al re.[11]

I cavalli dovevano essere importati dalle province periferiche e portati ad essere addestrati alla guerra con le nuove reclute.

### Fanteria

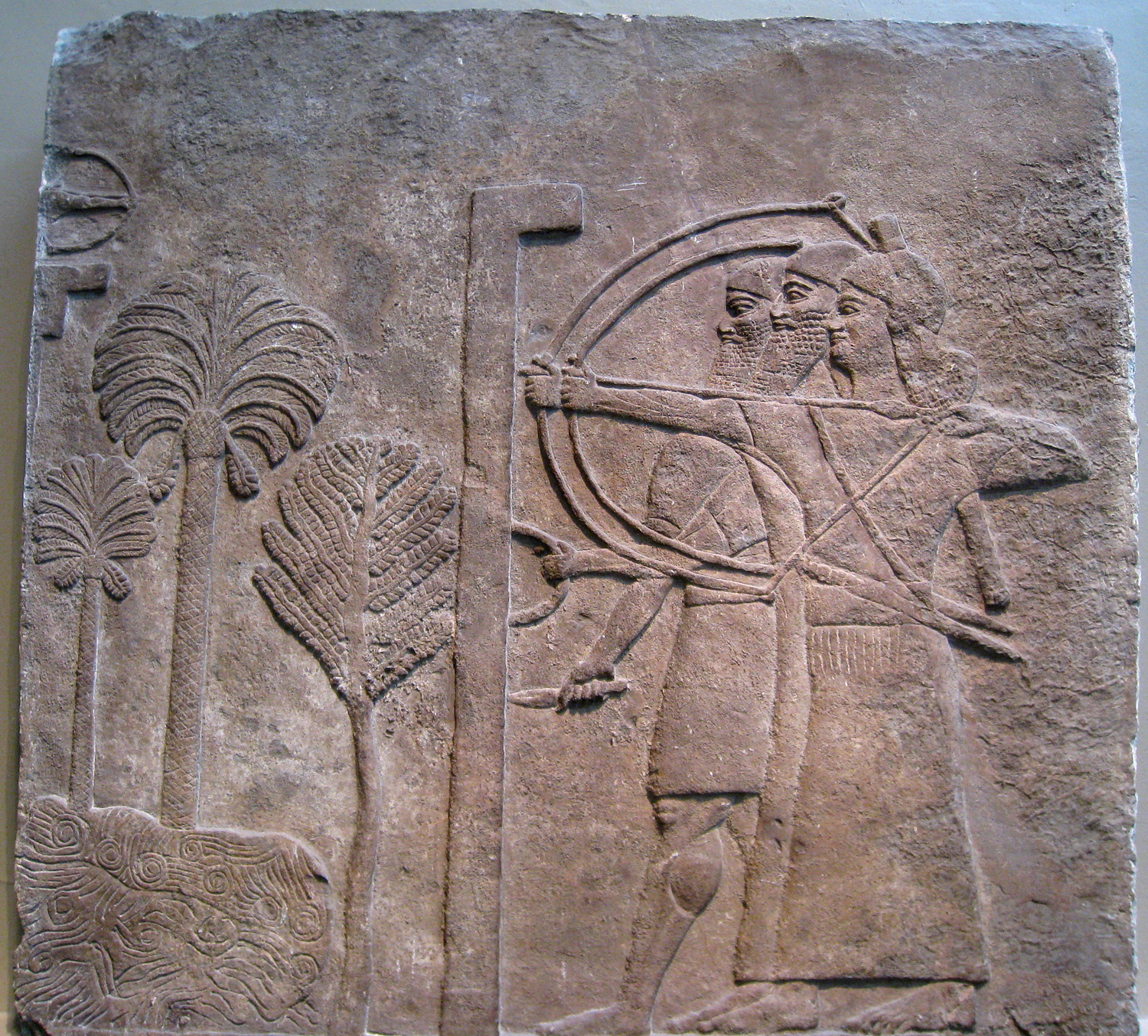
Arciere assiro protetto da uno scudiero.

Anche se la cavalleria era l'arma più costosa ed efficace dell'impero assiro, la fanteria era la più economica e più numerosa. In determinate circostanze, anche la più efficace, per esempio, negli assedi in cui la mobilità fornita dai piloti dei carri non sarebbe stata di alcun vantaggio.
La fanteria assira era costituito da assiri autoctoni e stranieri, questi ultimi impiegati come ausiliari, lancieri, frombolieri, portatori di scudi o arcieri. Quest'ultimo gruppo era il più numeroso negli eserciti assiri.
Dal tempo di Ashurnasirpal, gli arcieri erano accompagnati da uno scudiero, mentre i frombolieri avevano il compito di distrarre il nemico affinché abbandonasse lo scudo che lo proteggeva, permettendo così agli arcieri di lanciare le loro frecce contro dei nemici indifesi.
Anche negli assedi, le frecce venivano usate per respingere i difensori proteggendo l'avanzata degli altri fanti contro le fortificazioni. Gli assiri utilizzavano diversi tipi di archi, compresi gli accadici, cimmeri e assiri. Tuttavia, è probabile che si trattasse semplicemente di piccole varianti del potente arco composito. A seconda dell'arco, un arciere aveva una gittata della sua freccia che andava da 250 a 650 metri. Grandi quantità di frecce venivano prodotte continuamente e particolarmente in epoche precedenti alle guerre.
I lancieri vennero introdotti nella fanteria sotto il regno di Tiglatpileser III.
L'idea era che una lunga lancia sarebbe stata in grado di penetrare e attaccare i ranghi del nemico, in misura maggiore di una spada o pugnale. L'armatura di pelle tra le truppe di combattimento era limitata solo ai soldati d'élite, mentre il resto dell'esercito era dotato soltanto di scudi ed elmi.

## Strategia e tattiche

### Tattiche
(Sennacherib)

Da The Historians' History of the World : "La lancia del fante assiro era corta, a malapena superava l'altezza di un uomo; quella del cavaliere sembra essere stata notevolmente più lunga ... Il fusto era probabilmente di qualche legno forte, e non realizzato da una canna, come quello della moderna lancia araba."

Le offensive frontali assire erano state progettate per scuotere il nemico e sorprenderlo. Tuttavia, furono anche una strategia impiegata quando il tempo non era dalla loro parte:
(Sargon II)
Nonostante quanto sopra, l'istinto di Sargon II salvò la giornata; portando le sue truppe esauste, lanciò un attacco a sorpresa, contro i suoi avversari di Urartian, che risultò efficace per la velocità e la sorpresa. Così feroce fu la battaglia che il re Urartian abbandonò i suoi generali, i governatori, 230 membri della famiglia reale, molti cavalieri e fanti e anche la stessa capitale.

### Strategia di guerra

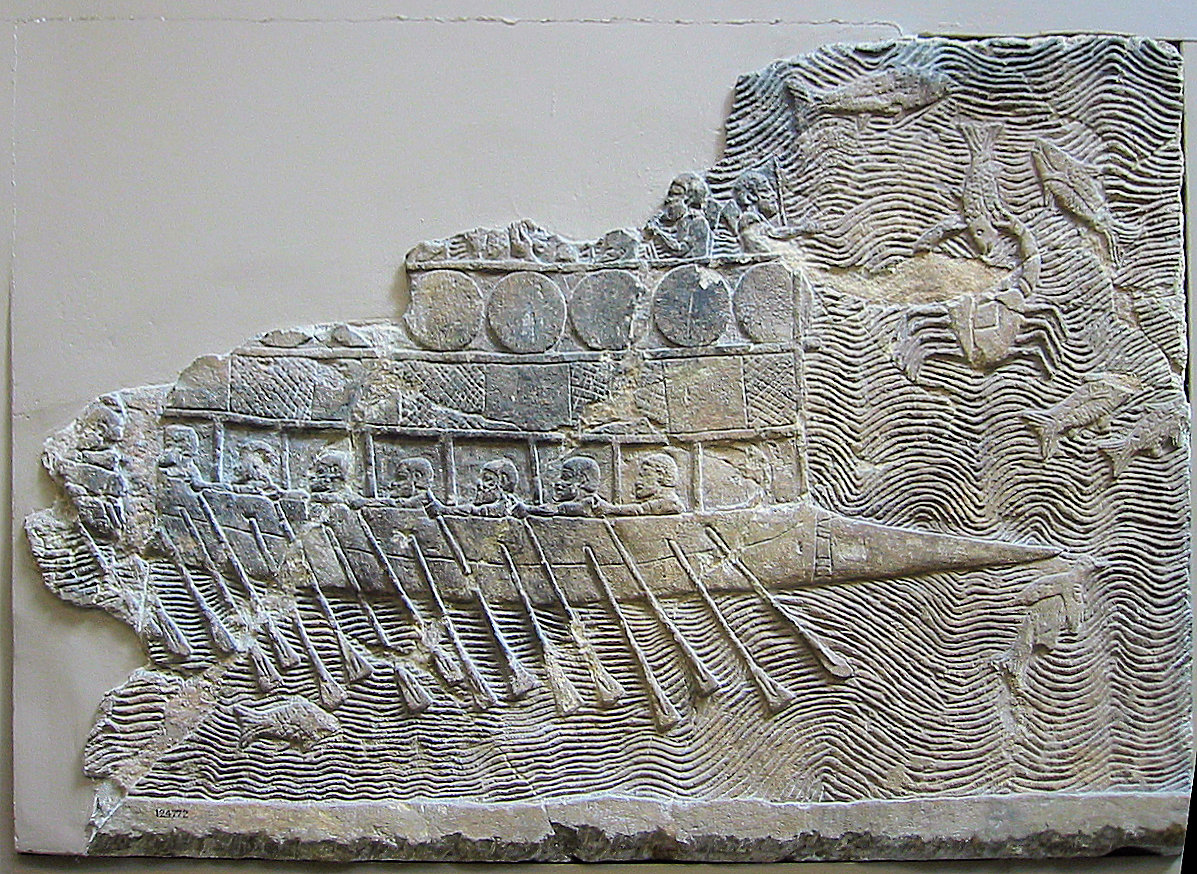
Navi da guerra assire. Gli Assiri avrebbero usato questi mezzi per il trasporto di cavalli, carri e rifornimenti attraverso i fiumi. Anche se hanno raggiunto il Mediterraneo in numerose occasioni, problemi (sotto forma di ribellioni) nel territorio della Mezzaluna Fertile avrebbero reso tali imprese marittime nel Mediterraneo molto improbabili.

La natura della Mesopotamia; pianura fertile e con poche difese naturali significava che le operazioni difensive erano fuori discussione; solo un attacco decisivo poteva difendere tali posizioni preziose e vulnerabili. Le città di Assur e Ninive erano entrambe "sandwich" tra fiumi, Ninive era più chiusa e protetta dal Tigri mentre Assur, pur essendo vicino al Tigri, era ad una discreta distanza dall'Eufrate. Il risultato fu che entrambe le città ebbero in ciò una misura di protezione naturale. Tuttavia, i fiumi non potevano fermare un esercito determinato nell'attaccare e pertanto distruggere la capacità dei nemici di fare la guerra era il metodo migliore per garantire la sopravvivenza. A tal fine gli Assiri cercarono uno scontro decisivo che avrebbe distrutto l'esercito dei nemici.
Colonizzazione: Gli Assiri, in concomitanza con la loro deportazione (vedi sotto) poterono anche inviare alcuni di loro in terre straniere a stabilirsi come coloni. L'obiettivo primario era quello di creare una base di potere fedele; le tasse, il cibo e le truppe potevano essere prelevate in maniera affidabile come in patria, o, almeno, era quanto sperato. Inoltre, la loro presenza avrebbe portato innumerevoli vantaggi; resistenza ad altri conquistatori, una barriera ad eventuali ribellioni da parte dei nativi e assistenza ai governatori assiri provinciali nel garantire che lo Stato vassallo fosse fedele all'Assiria.
Distruzione totale: Bisogna stare attenti prima di assumere che gli Assiri utilizzassero la guerra totale. Tuttavia, è noto che essi, come parte della loro strategia globale puntavano ad indebolire gli avversari e per vendicarsi distruggevano ciò che non potevano riprendere o consolidare.

## Guerra psicologica
Gli Assiri apprezzavano molto terrorizzare i loro nemici. Per risparmiare uomini e risolvere rapidamente i molteplici problemi del paese, preferivano accettare la resa dei loro avversari oppure distruggere la loro capacità di resistere a una resa. Questo in parte spiega la loro strategia offensiva e tattica.

### Deportazioni

Gli ebrei furono uno dei molti popoli deportati dagli Assiri.

Non è noto se gli Assiri furono i primi a deportare le persone, anche se dal momento che nessuno prima aveva governato la Mezzaluna Fertile come loro è probabile che siano stati i primi a praticarla su larga scala. Gli Assiri cominciarono a utilizzare la deportazione di massa come una punizione per le ribellioni fin dal XIII secolo a.C. Lo scopo delle deportazioni includeva, ma non era limitato a:
1. Guerra psicologica: la possibile deportazione avrebbe terrorizzato la gente;
2. Integrazione: una base di popolazione multietnica in ogni regione avrebbe frenato il sentimento nazionalista, rendendo più facile la gestione dell'impero;
3. Preservazione delle risorse umane: piuttosto che essere uccisi, gli uomini potevano servire come schiavi o come coscritti nell'esercito.

Dal IX secolo a.C., gli Assiri presero l'abitudine di deportare regolarmente migliaia di soggetti facinorosi verso altre terre. Queste persone riallocate nella patria assira avrebbero minato la piattaforma dell'impero se si fossero ribellate nuovamente. Come risultato, la deportazione assira determinò la rimozione di una popolazione nemica per stabilirla in un altro luogo. Di seguito è riportato un elenco di deportazioni effettuate dai re assiri:
- 744 a.C. Tiglatpileser III deportò 65.000 persone dall'Iran ai confini assiro-babilonesi del fiume Diyala
- 742 a.C. Tiglatpileser III deportò 30.000 persone da Emessa (Siria) nelle montagne Zagros nell'est.
- 721 a.C. Sargon II (dichiarò) di aver deportato 27.290 persone dalla Samaria (Israele) disseminandole nell'intero impero. Tuttavia, è probabile che la deportazione fosse stata ordinata dal suo predecessore spodestato, Salmanassar V
- 707 a.C. Sargon II deportò 108.000 Caldei e Babilonesi dalla regione di Babilonia
- 703 a.C. Sennacherib deportò 208.000 persone da Babilonia

Tiglatpileser III reintrodusse la deportazione su larga scala, deportando decine e addirittura centinaia di migliaia di persone. Le deportazioni erano accoppiate alla colonizzazione, vedi sopra per maggiori dettagli.

## Assedio

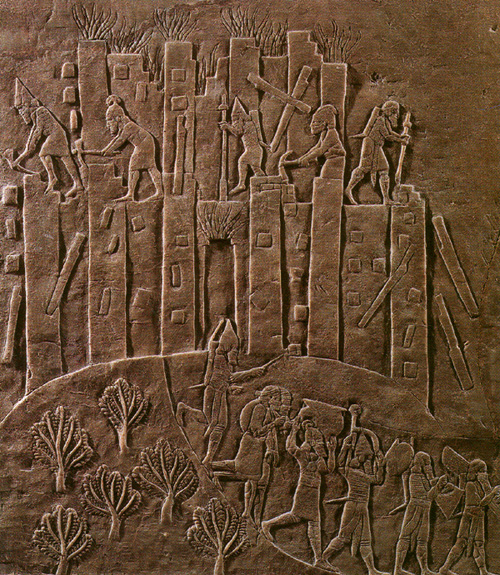
Susa, saccheggiata dagli Assiri. Il bassorilievo documenta trionfalmente la brutale campagna di Assurbanipal contro Susa del 647 a.C. Qui, le fiamme si alzano dalla città mentre i soldati assiri operano distruzione e saccheggiano il bottino.

Nel 647 a.C., il re assiro Assurbanipal rase al suolo la città di Susa durante la guerra in cui quel popolo era suo avversario. Una tavoletta rinvenuta nel 1854 da Austen Henry Layard a Ninive descrive Assurbanipal come un "vendicatore", in cerca di vendetta per le umiliazioni che gli Elamiti avevano inflitte ai popoli della Mesopotamia nel corso dei secoli. Assurbanipal dettò le condizioni assire dopo la sua vittoria all'assedio di Susa:
(Ashurbanipal)
Le pianure e fertili terre della Mesopotamia erano non solo ideali per la guerra: in realtà attiravano la guerra. Razziatori di tutte le nazioni ambivano le terre degli Assiri: Sciti a nord, Siriani, Aramei e Cimmeri ad ovest, Elamiti a est e Babilonesi a sud. Infatti, questi ultimi non si stancavano mai di ribellarsi contro il dominio assiro. Di conseguenza, al fine di evitare che i carri e i cavalieri sopraffacessero completamente questi insediamenti, vennero costruite delle mura anche se spesso di fango o argilla visto che la pietra non era economica né facilmente disponibile. Per distruggere gli avversari, queste città dovevano essere conquistate e così gli Assiri presero dimestichezza con l'arte ossidionale - Esarhaddon sostiene di aver preso Memphis, la capitale dell'Egitto in meno di un giorno, a dimostrazione della ferocia e dell'abilità delle tattiche d'assedio assire a quel tempo:
(Esarhaddon)
Gli assedi erano onerosi in termini di risorse umane, se un assalto veniva lanciato per prendere la città con la forza - l'assedio di Lachish costò agli Assiri la perdita di almeno 1.500 uomini secondo quanto riportato in una lapide trovata nelle vicinanze di Lachish. Prima dell'avvento degli eserciti permanenti, la migliore speranza di una città assediata era che il raccolto avrebbe costretto i nemici a tornare ai loro campi e quindi ad abbandonare l'assedio. Tuttavia, con le riforme dell'esercito realizzate da Tiglatpileser III, l'Assiria, dotata di esercito permanente, poteva mantenere il blocco di una città fino a quando non si fosse arresa. Tuttavia è noto che gli Assiri preferirono sempre prendere una città d'assalto piuttosto che porla sotto assedio: il primo metodo sarebbe seguito dallo sterminio o dalla deportazione degli abitanti e pertanto spaventava gli avversari dell'Assiria inducendoli ad arrendersi.

### Armi di assedio
Gli Assiri non erano portati alla guerra d'assedio e questo può essere visto dai loro tentativi di sperimentare numerosi metodi per la conquista di una città.
L'arma d'assedio più comune e di gran lunga la più economica era la scala. Tuttavia, le scale erano facili da rovesciare e così gli Assiri bersagliavano gli avversari con frecce dalla punta incendiaria. Gli arcieri che le lanciavano erano protetti da portatori di scudo. Altri metodi di distruzione delle difese nemiche erano le mine. Un bassorilievo assiro del IX secolo a.C. raffigura soldati che usano le scale per scalare le mura, mentre altri utilizzano le lance per raschiare il fango e l'argilla dalle pareti. Un soldato è anche raffigurato sotto un muro, suggerendo che lo scavo era destinato a minare le fondamenta e a far crollare le mura.
L'ariete sembra essere stato una delle migliori armi assire per la guerra d'assedio. Anche se non avevano niente a che fare con le armi più potenti utilizzate dai Greci e dai Romani molti secoli più tardi, comunque essi servivano allo scopo. Erano costituiti da un telaio-serbatoio di legno montato su quattro ruote. In cima c'era una piccola torre per gli arcieri che dovevano fornire fuoco di copertura mentre la macchina si spostava in avanti. Quando aveva raggiunto la sua destinazione, la sua arma principale era una grande lancia che aveva il compito di abbattere le pareti. Anche se questo sarebbe stato quasi inutile contro muri di pietra, si deve tener conto che all'epoca le mura erano realizzate con il fango. Anche dopo l'essiccazione, queste pareti di fango erano facilmente attaccabili da questo genere di macchine. Con il passar del tempo le pareti vennero rafforzate e gli Assiri risposero con la costruzione di macchine più grandi e con "lance" più massicce. Nel tempo la lancia iniziale venne sostituita da un tronco grande e lungo ricoperto da una punta di metallo. Anche la pietra non riusciva così a resistere al martellamento di un'arma così strutturata. Arieti più grandi ospitavano un maggior numero di arcieri. Per proteggersi contro gli incendi (visto che le frecce incendiarie vennero usate da entrambe le parti durante l'assedio di Lachish) l'ariete veniva coperto da pelli di animali bagnate. Queste potevano essere bagnate in qualsiasi momento in battaglia nel caso si fossero essiccate.
(Sennacherib)
Torri d'assedio, anche in versione galleggiante, sono state segnalate in uso negli assedi di città le cui mura erano prospicienti ad un fiume.
- Video sull'assalto assiro a Lachish e un tunnel di acqua a Gerusalemme., su pbs.org.

## Cronologia dell'esercito assiro

### III e II millennio a.C.
- 2340-2284 a.C. Sargon di Akkad conquista gran parte della Mesopotamia
- 1230 a.C. Battaglia di Nairi
- 1170 a.C. Ninive è più forte che mai, con più potenza che mai

### IX secolo a.C.
Primo impiego della cavalleria da parte di Tukulti-Ninurta II
- 883 a.C. Ashurnasirpal II conquista il potere ed inizia l'espansione dell'Assiria nell'ambito della Mesopotamia
- 877 a.C. Ashurnasirpal II conduce l'esercito assiro sul Mediterraneo e sul Monte Libano per la prima volta.
- 858 a.C. Salmanassar III soggioga Bit Adini allo stato di vassallo
- 853 a.C. Dopo aver preso Aleppo, Salmanassar III viene fermato alla Battaglia di Qarqar
- 851 a.C. Salmanassar III annienta la rivolta dei Caldei a Babilonia
- 849, 845 e 841 a.C. Salmanassar III tenta per tre volte, senza successo, la conquista della Siria
- 840 a.C. Salmanassar III non riesce a sconfiggere Urartu
- 832 a.C. Salmanassar III fallisce nel tentativo di conquistare Damasco
- 824 a.C. Muore Salmanassar III e l'Assiria entra in un periodo di debolezza

### VIII secolo a.C.
- 780 - 756 a.C. Argishtis I regna sull'Assiria, il lago Urmia viene perso dall'Assiria per mano di Urartu
- 745 a.C. Tiglathpileser III prende il potere con un colpo di Stato e riforma l'esercito assiro
- 744 a.C. Massiccia deportazione di Persiani da parte di Tiglathpileser III
- data ignota: Tiglathpileser III sconfigge Babilonia
- 743 a.C. Tiglathpileser III sconfigge definitivamente Urartu e assedia Arpad
- 741 a.C. Arpad cade per mano di Tiglathpileser III
- 734 - 732 a.C. guerra siro-efraimitica: viene sedata ribellione in Siria e Palestina. Damasco cade nel 732.
- 732 a.C. Babilonia è conquistata dall'Assiria dopo l'usurpazione del trono da parte di un caldeo. Le terre intorno a Babilonia vengono devastate durante i tre anni di combattimenti
- 724 - 722 a.C. Salmanesser V assedia e conquista Samaria
- 721 a.C. Sargon II doma una rivolta in Samaria
- 721 a.C. Sargon II doma una ribellione a Babilonia
- 717 - 716 a.C. Sargon II prende Karkemiš assicurandosi strade sicure per il commercio nel nord.
- 714 a.C. Una grande disfatta militare si abbatte su Urartu; Sargon II distrugge per sempre la capacità di combattere di Urartu
- 713 a.C. Voci di un'alleanza anti-assira inducono Sargon II a prendere Tabal.
- 710 - 707 a.C. Un'altra rivolta a Babilonia viene sedata da Sargon II
- 709 a.C. Una forza di spedizione assira inviata da Sargon II obbliga Mida ad un trattato di pace
- 703 a.C. Altra rivolta caldea a Babilonia viene stroncata da Sennacherib, un anno dopo la sua successione
- 701 a.C. Sennacherib muove verso le coste del Mediterraneo per sottomettere Siria e Israele. Lachish viene conquistata dopo uno scontro sanguinoso mentre le truppe inviate dall'Egitto retrocedono. Fallisce l'assedio a Gerusalemme.

### VII secolo a.C.
- 694 a.C. Sennacherib attacca Elam. Elam attacca Babilonia al momento non presidiata dall'esercito assiro
- 693 a.C. Battaglia del fiume Diyala: L'assalto assiro di Elam attraverso Der viene sospeso a causa della rivolta babilonese
- 692 a.C. Battaglia di Halule: L'alleanza fra Elamiti, Babilonesi, Caldei, Aramei e tribù di Zagros combatte contro gli Assiri
- 691 a.C. Sennacherib ottiene una vittoria di Pirro contro Elam. Comunque riesce a sedare una rivolta babilonese
- 681 a.C. Sennacherib viene assassinato da due dei suoi figli; un altro figlio, Esarhaddon, vendica la sua morte e governa l'Assiria
- 679 a.C. Un'alleanza fra Cimmeri e Sciti viene sconfitta dalle forze di Esarhaddon
- 679 a.C. Le truppe di Esarhaddon conquistano Arzani raggiungendo il confine egiziano.
- 676 a.C. Esarhaddon lancia un'offensiva per contrastare la crescente potenza persiana.
- 675 a.C. Un assalto contro l'Egitto viene ricacciato indietro
- 671 a.C. Una successiva offensiva in Egitto ottiene successo
- 669 a.C. Memphis è saccheggiata dalle truppe assire
- 668 a.C. Assurbanipal succede a Esarhhadon, ultimo Re di Assiria ad espandere i suoi confini al di là della Mesopotamia
- 663 a.C. Assurbanipal allevia l'assedio egiziano di Menfi e distrugge Tebe al sud.
- 665 a.C. Viene lanciata una campagna decennale contro i Medi
- 665 a.C. Elam attacca Babilonia senza successo.
- 655 a.C. Elam attacca Babilonia. Allo stesso tempo l'Egitto lancia un'altra offensiva. Gli Elamiti vengono respinti da un grande esercito assiro approntato da Ashurbanipal.
- Data sconosciuta (probabilmente 655 a.C.) Assurbanipal spinge le forze elamiche sul fiume Ulai nella piana di Susa.
- 653 a.C. L'invasione dei Medi è fermata dall'attacco degli sciti
- 652 a.C. Ancora una rivolta a Babilonia
- 651 a.C. Assurbanipal abbandona l'Egitto per focalizzarsi sull'attacco elamico; l'esercito assiro mostra segni di sovraffaticamento.[25]
- 648 a.C. Babilonia è completamente distrutta dall'Assiria; la guerra civile elamica garantisce l'assenza di aiuto da parte di Elam.
- 647 a.C. Battaglia di Susa: Susa è distrutta completamente da Assurbanipal.[20]
- 639 a.C. Assurbanipal decima le terre di Elam. Il regno elamico scompare.

Collasso dell'Assiria
- 627 a.C. Muore Assurbanipal. Il collasso dell'Assiria si accelera.
- 622 a.C. Una spedizione assira potrebbe essere stata lanciata a ovest dell'Eufrate; la mancanza di documenti assiri indica una sconfitta assira probabile.
- 616 a.C. Nabopolassar, re di Babilonia dal 626 a.C., caccia via le truppe assire da Babilonia
- 615 a.C. L'invasione dei Medi in Assiria si conclude con la conquista di Arrapha.
- 614 a.C. Assur, prima capitale dell'Assiria, viene saccheggiata dai Medi al comando di re Cyaxares.
- 612 a.C. Battaglia di Ninive (612 a.C.): Ninive è distrutta da una alleanza di Medi e babilonesi dopo tre mesi di assedio.
- 609 a.C. Battaglia di Megiddo (609 a.C.): Gli Egizi tentano invano di aiutare gli Assiri
- 608 a.C. Caduta di Harran: La nuova capitale assira di Harran è distrutta dalle forze babilonesi.
- 605 a.C. Battaglia di Karkemiš: L'Egitto, temendo il potere di Babilonia, assiste l'Assiria. Un'alleanza assiro-egiziana è schiacciata da un esercito babilonese. L'Assiria cessa di esistere come nazione indipendente.